# Randia armata
Randia armata är en måreväxtart som först beskrevs av Olof Swartz, och fick sitt nu gällande namn av Dc.. Randia armata ingår i släktet Randia och familjen måreväxter.

## Underarter
Arten delas in i följande underarter:
- R. a. armata
- R. a. panamensis